# 莱图瓦勒
莱图瓦勒（法語：L'Étoile，法語發音：[letwal]）是法国上法蘭西大區索姆省的一个市镇，属于亚眠区。

## 地理
莱图瓦勒（50°1'14"N, 2°2'45"E）面积7.9 平方千米，位于法国上法蘭西大區索姆省，该省份为法国北部沿海省份，北起加来海峡省和北部省，西接滨海塞纳省和大西洋英吉利海峡，南至瓦兹省，东临埃纳省。
与莱图瓦勒接壤的市镇（或旧市镇、城区）包括：布雄、孔代福利、弗利克斯库尔、索姆河畔昂热斯特、隆村、隆普雷莱科尔桑、穆夫莱尔。

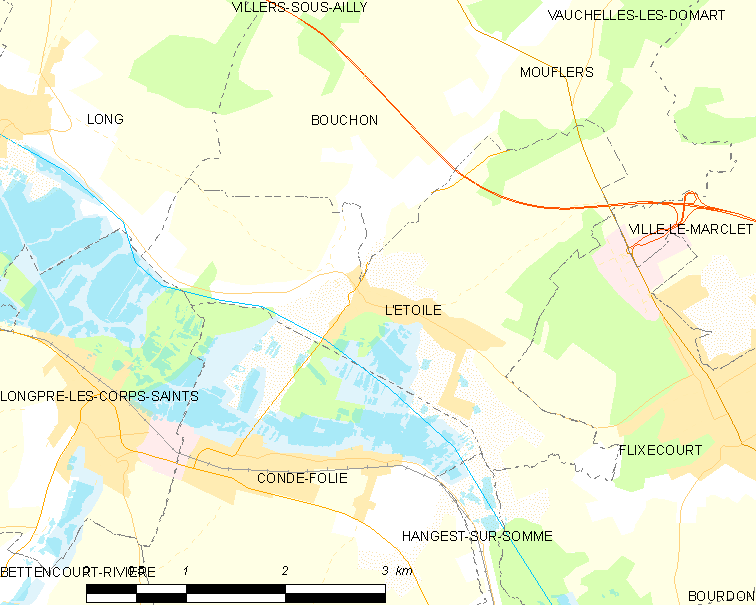
莱图瓦勒的OSM定位图

莱图瓦勒的时区为UTC+01:00、UTC+02:00（夏令时）。

## 行政
莱图瓦勒的邮政编码为80830，INSEE市镇编码为80296。

## 政治
莱图瓦勒所属的省级选区为弗利克斯库尔县。

## 人口

1962-2008年间莱图瓦勒人口变化图示

莱图瓦勒于2022年1月1日时的人口数量为1142人。